# A Question of Honour
A Question of Honour è un singolo della cantante britannica Sarah Brightman, pubblicato nel 1995 ed inserito nell'album Fly.

## Il brano
Il brano, scritto da Frank Peterson, contiene un estratto dall'aria Ebben? Ne andrò lontana, presente ne La Wally di Alfredo Catalani.

## Tracce
- CD

1. A Question of Honour (radio edit)
2. A Question of Honour (extended mix)
3. On the Nile